# Anna Larsdotter
Anna Karin Elisabeth Larsdotter, född 21 september 1964, är en svensk journalist och författare med inriktning på historia. Hon debuterade 2008 med boken Hästens tid.
Anna Larsdotter har medverkat i bland annat Populär Historia, Forskning & Framsteg, Allt om Historia och Sydsvenskan. Hon har varit chefredaktör för Militär Historia och är flitig skribent i tidskriften i Populärhistoria.